# Tatort: Die Feigheit des Löwen
Die Feigheit des Löwen ist eine Folge der Fernsehkrimireihe Tatort aus dem Jahr 2014.  Der Film wurde für den Norddeutschen Rundfunk produziert und am 30. November 2014 erstmals im Fernsehen ausgestrahlt. Es ist der vierte Fall von Kriminalhauptkommissar Thorsten Falke und Kriminalkommissarin Katharina Lorenz und die insgesamt 924. Tatort-Folge.
Die Uraufführung des Krimis fand bereits beim Filmfest Hamburg am 28. September 2014 statt, außerdem wurde dieser Tatort für den „Hamburger Produzentenpreis für Deutsche Fernsehproduktionen“ nominiert.

## Handlung
Die  Bundespolizisten Thorsten Falke und Katharina Lorenz begeben sich nach Oldenburg, um den Passfälscher Faisal Azim festzunehmen und möglichst auch die Schleuser im Hintergrund zu ermitteln. Noch während sie sich beraten, gerät zufällig ein Iraker in eine Polizeikontrolle an einer Autobahnraststätte, nachdem er gerade erst seine frischen Pässe abgeholt hat. In dem Auto, mit dem der Iraker unterwegs war, finden sich eine syrische Mutter mit ihren zwei Kindern. Beide Kinder waren im Kofferraum versteckt, und beim Öffnen kann das kleine Mädchen nur noch tot aus den Armen ihres Bruders genommen werden.
Falkes Einsatz, Faisal Azim festzunehmen, hat Erfolg. Im Verhör versucht er die Namen der Schleuser herauszubekommen, denen er regelmäßig die falschen Pässe liefert. Dabei kommt ihm der Vorfall an der Autobahnraststätte gelegen, da die Pässe aus Azims Werkstatt stammen dürften und Falke vielleicht auf diesem Weg an die Menschenhändler kommen kann. Als Falke versucht mit dem kleinen Ali und seiner Mutter in Kontakt zu kommen, hört er aus dem Gespräch heraus, dass Alis Mutter der kleinen Alisha an der Grenze den Mund zugehalten hatte, damit sie nicht entdeckt werden. Dabei ist das Kind dann erstickt und sie hat es im Kofferraum abgelegt, wo ihr Bruder sie nicht allein lassen wollte und sich zu ihr legte.
Lorenz ist in der Zwischenzeit auf der Suche nach dem Deutsch-Syrier Ahmad Shuk, mit dem Faisal Azim in letzter Zeit auffallend häufig telefoniert hatte und der daher einer der Hintermänner sein könnte. Ehe sie ihn ausfindig machen kann, wird dieser tot aufgefunden. Offensichtlich wurde er massiv gefoltert, doch todesursächlich war ein verschlucktes Stück Apfel. Die Auswertung der Daten aus Shuks Handy führt zu dem syrischen Arzt Nagib Massud und zu Raja Hoffmann, der Freundin von Azim, die gleichsam mit Nagib Massud und seiner Ehefrau Lydia befreundet ist. So erfahren die Ermittler, dass diese Leute sich hier in Oldenburg zu einer kleinen syrischen Gemeinde zusammenfinden und soviel Landsleute wie möglich aus der Kriegsgefahr aus ihrer alten Heimat holen. Vor kurzem hat Nagib Massud auch seinen Bruder Harun nach Deutschland holen können. Dieser sollte jedoch hier in eine Falle gelockt werden. Da er als Gefängnisarzt in Syrien gearbeitet hatte und durch sein Zutun Rajas Vater dort zu Tode kam, wollte sie ihn rächen und hatte Ahmad Shuk als Killer engagiert. Das Vorhaben misslang, da Harun die Sache durchschaut hatte und seinem Mörder zuvor kam. Beim Versuch von Ahmad Shuk, den Namen seines Auftraggebers zu erfahren, folterte er sein Opfer, was der Polizei die Spuren der Gewaltanwendung an der Leiche erklärt.
Als Falke Harun festnehmen will, richtet dieser sich mit einem Pistolenschuss.

## Hintergrund
Obwohl der Krimi größtenteils in Oldenburg spielen soll, gab es im April 2014 an 4 Tagen nur wenige Dreharbeiten in Oldenburg und Umgebung, unter anderem auf dem ehemaligen Fliegerhorst Oldenburg und auf dem Parkplatz vor dem ehemaligen Landtagsgebäude und Staatsministerium Oldenburg. Die Eingangsszene, in der Falke seine Kollegin mit Blick auf die Umgebung unter einer Autobahnbrücke sarkastisch mit „Willkommen zurück im schönen Oldenburg“ begrüßt, wurde allerdings im Hamburger Münzviertel am Högerdamm gedreht. Das Finale des Tatort findet auf dem Theodor-Tanzen-Platz vor dem ehemaligen Landtagsgebäude und Staatsministerium Oldenburg, dem heutigen Sitz der Polizeidirektion Oldenburg, statt und die Schlussszene hinter dem Hauptbahnhof Oldenburg. Die Vorpremiere fand im Oldenburger Kino Casablanca am 22. November 2014, 10 Tage vor der Fernsehausstrahlung, statt.
Die Cinecentrum Hannover produzierte den Film im Auftrag des NDR. Die Dreharbeiten fanden vom 7. April bis 9. Mai 2014 in Hamburg und Oldenburg statt.
Brigitte Kren, die die Rolle der Gerichtsmedizinerin Dr. Herzig innehat, ist die Mutter des Regisseurs Marvin Kren.

## Rezeption

### Einschaltquote
Die Erstausstrahlung von Tatort: Die Feigheit des Löwen am 30. November 2014 erreichte in Deutschland 9,18 Millionen Zuschauer und einen Marktanteil von 26,1 Prozent für Das Erste.

### Kritik
Thomas Gehringer von tittelbach.tv bewertete diesen Tatort als „Der komplexe Fall ist ein Familien- und Flüchtlingsdrama, tragisch, aber nicht durchweg düster. Glänzend das Ermittler-Duo: die Bundespolizisten kommen sich näher, ohne dass alles gezeigt oder ausgespielt würde. Die Besetzung mit Navid Negahban, dem Abu Nasir aus ‚Homeland‘, ist ein kleiner Coup, und die Idee für den Kriminalfall ist stark. Doch das Buch ist überfrachtet, und die Inszenierung hält nicht ganz bis zum Ende, was sie verspricht.“
Holger Gertz (Sueddeutsche.de) wertet leicht verhalten: „Die Handlungsstränge sind bisweilen eher verworren als verflochten; der Fall ist überladen. Lauter großartige Leute dabei […] trotzdem, oder gerade deshalb, wirkt das Ganze überambitioniert. Viele Namen, Beziehungen, Menschen, die einem nicht richtig nahekommen, wie schon beim Drohnen-Drama vor ein paar Monaten.“
Spiegel Online urteilt: „Flucht, Folter, Terror - dieser ‚Tatort‘ platzt themenschwer in die zurzeit tobende Asyldebatte. Und zeigt, dass Syrien nicht so weit weg ist, wie sich das mancher einredet.“ „Die zurückgenommene Figurenzeichnung [fällt besonders positiv auf]. Das hat man selten bei Krimis im Migrantenmilieu, wo alle ganz lieb sind oder ganz böse, wo alles herrlich bunt ist oder schwarz in schwarz, je nach Sichtweise der Verantwortlichen. Ein Clash der Kulturen scheint hier fern, die Figuren sind geerdet in der lokalen Gesellschaft und Wirtschaft.“